# Communauté de communes Entre Aire et Meuse
La communauté de communes entre Aire et Meuse est une ancienne communauté de communes française, située dans le département de la Meuse et la région Grand Est.

## Histoire
La communauté, dont le siège social est à Pierrefitte-sur-Aire, a été créée le 1er janvier 2000. Elle rassemble alors 22 communes, représentant 2 141 habitants en 2011.
Le 1er janvier 2014, la commune de Géry rejoint la communauté de communes, portant le nombre de communes à 23, représentant 2 202 habitants selon les données de 2011.
Elle est dissoute le 31 décembre 2016 pour former la communauté de communes Entre Aire et Meuse - Triaucourt-Vaubécourt avec la communauté de communes de Triaucourt Vaubecourt.

## Composition
La communauté de communes regroupait 23 communes :
| Nom                          | Code Insee | Gentilé       | Superficie (km2) | Population (dernière pop. légale) | Densité (hab./km2) |
| ---------------------------- | ---------- | ------------- | ---------------- | --------------------------------- | ------------------ |
| Pierrefitte-sur-Aire (siège) | 55404      |               | 17,56            | 305 (2014)                        | 17                 |
| Baudrémont                   | 55032      |               | 6,81             | 52 (2014)                         | 7,6                |
| Belrain                      | 55044      |               | 8,31             | 40 (2014)                         | 4,8                |
| Bouquemont                   | 55064      |               | 7,49             | 126 (2014)                        | 17                 |
| Courcelles-en-Barrois        | 55127      |               | 7,27             | 35 (2014)                         | 4,8                |
| Courouvre                    | 55129      |               | 8,66             | 31 (2014)                         | 3,6                |
| Érize-la-Brûlée              | 55175      |               | 10,82            | 174 (2014)                        | 16                 |
| Érize-Saint-Dizier           | 55178      | Ériziens      | 12,49            | 194 (2014)                        | 16                 |
| Fresnes-au-Mont              | 55197      |               | 15,89            | 163 (2014)                        | 10                 |
| Géry                         | 55207      |               | 4,80             | 58 (2014)                         | 12                 |
| Gimécourt                    | 55210      |               | 10,12            | 38 (2014)                         | 3,8                |
| Lahaymeix                    | 55269      |               | 12,70            | 83 (2014)                         | 6,5                |
| Lavallée                     | 55282      |               | 12,58            | 94 (2014)                         | 7,5                |
| Levoncourt                   | 55289      | Levoncourtois | 7,80             | 57 (2014)                         | 7,3                |
| Lignières-sur-Aire           | 55290      |               | 9,30             | 53 (2014)                         | 5,7                |
| Longchamps-sur-Aire          | 55301      |               | 15,68            | 125 (2014)                        | 8                  |
| Neuville-en-Verdunois        | 55380      |               | 13,44            | 69 (2014)                         | 5,1                |
| Nicey-sur-Aire               | 55384      |               | 11,01            | 117 (2014)                        | 11                 |
| Rupt-devant-Saint-Mihiel     | 55448      |               | 6,32             | 55 (2014)                         | 8,7                |
| Thillombois                  | 55506      |               | 13,03            | 33 (2014)                         | 2,5                |
| Ville-devant-Belrain         | 55555      |               | 6,12             | 31 (2014)                         | 5,1                |
| Villotte-sur-Aire            | 55570      |               | 13,96            | 192 (2014)                        | 14                 |
| Woimbey                      | 55584      |               | 15,30            | 125 (2014)                        | 8,2                |

## Administration
Depuis 2014, le conseil communautaire est composé de 29 délégués, dont 4 vice-présidents.
Le Bureau est composé de 8 membres.
| Période                                  | Période  | Identité      | Étiquette | Qualité                   |
| ---------------------------------------- | -------- | ------------- | --------- | ------------------------- |
| Les données manquantes sont à compléter. |          |               |           |                           |
|                                          | En cours | Laurent Palin |           | Adjoint de Nicey-sur-Aire |